# 天使曾經來過
《天使曾经来过》（英语：My Surprise Girl）由晟创影视出品，于2018年上映的温馨喜剧电影。由朱俊丞、何佩瑜、许维恩、卢宣彤、江倩龄领衔主演，2018年4月5日于马来西亚上映，2018年5月25日于台湾上映。
在电影上映3个月后，电影陆续拿下了巴黎ARFF影展上评审团大奖、GGIFF美国加州金门独立影展获优选电影、最佳摄影奖。《天使曾经来过》的出品人Jment林锦成，强调希望透过这部电影传达“珍惜生命 , 拒绝堕胎” ,希望可以让更多天使留在⼈间。并把更多有意义的信息带给观众！ 另一方面，出品人林锦成也表示如果电影上映后有盈利，他将会捐出盈利的10%给予慈善机构，另外的10%就会奖励工作人员。

## 剧情介绍
《天使曾经来过》故事讲述男主⾓朱俊丞是⼀名花心型男，从来不知道什么是责任的浪子。直到有一天，一名8岁“女儿”（卢宣彤饰）找上门，从一开始的抗拒到慢慢习惯，直到他懂得作为父亲的快乐时，幸福却也逐渐离开他…
⽽女儿找上门，也让故事中饰演男主角房东的女主角何佩瑜从只对钱热衷，到陷入堕胎后的后遗症为自己的过去煎熬着，到意识到新生命是上天的恩赐的天使。“有些人闯进你的生命中，只是为了给你上一课。” 男主⾓透过最温馨也最痛⼼的⽅式，完成了从男孩转变成男⼈的洗礼。

## 获奖记录
美国加州金门国际影展 – 优选电影
美国加州金门国际影展 – 最佳摄影奖
法国ARFF影展 – 评审奖
美国亚利桑那州影展- 优选播出电影

## 外部連結
- 《天使曾經來過》的Facebook專頁
- 互联网电影数据库（IMDb）上《天使曾經來過》的资料（英文）